# Liste der Monuments historiques in Féricy
Die Liste der Monuments historiques in Féricy führt die Monuments historiques in der französischen Gemeinde Féricy auf.

## Liste der Bauwerke
| Bezeichnung        | Beschreibung                        | Standort | Kennzeichnung | Schutzstatus | Datum | Bild           |
| ------------------ | ----------------------------------- | -------- | ------------- | ------------ | ----- | -------------- |
| Kirche Ste-Osmanne | Erbaut ab Ende des 12. Jahrhunderts | (Lage)   | PA00086958    | Classé       | 1930  | weitere Bilder |

## Liste der Objekte

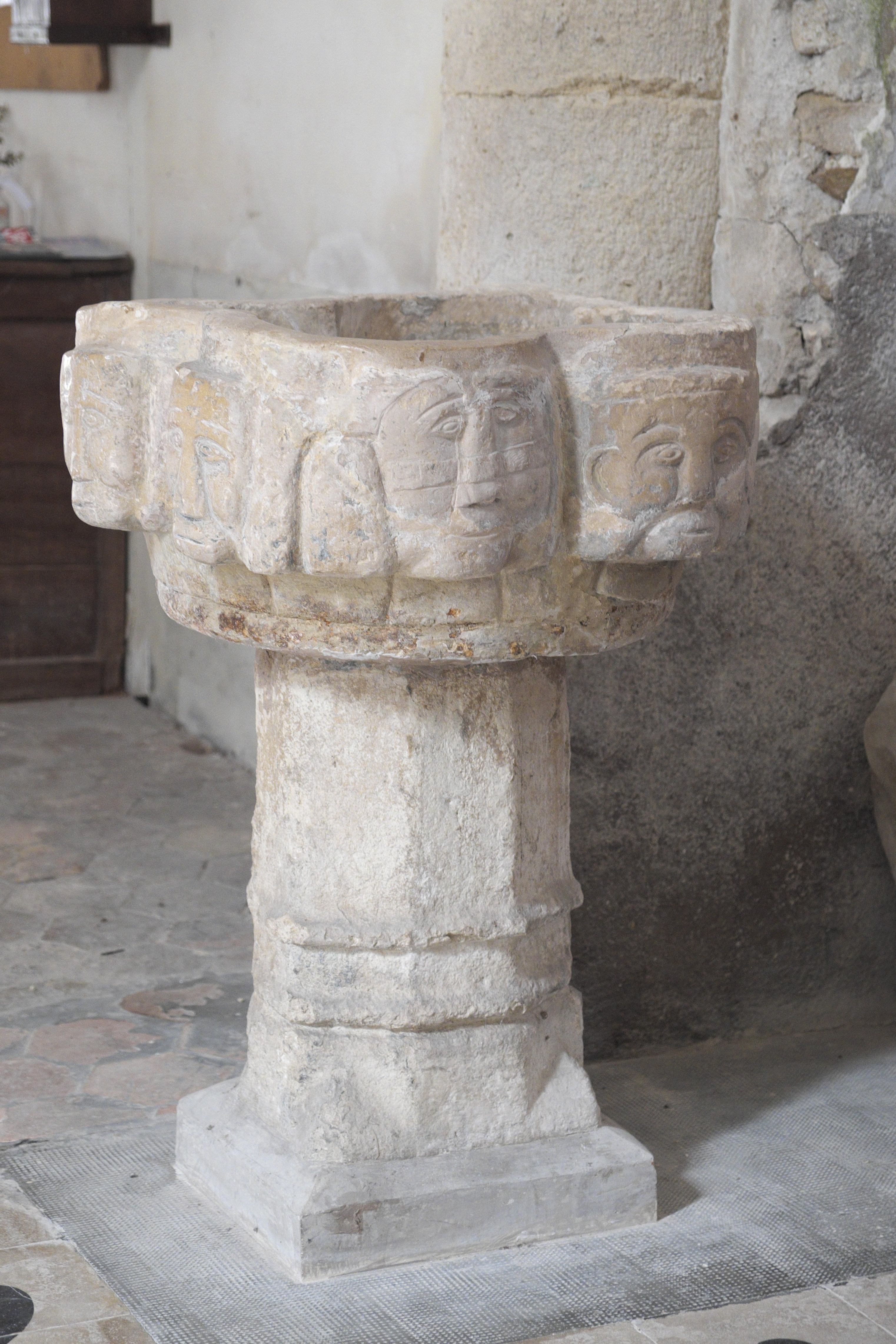
Weihwasserbecken aus dem 12. Jahrhundert in der Kirche Ste-Osmanne

- Monuments historiques (Objekte) in Féricy in der Base Palissy des französischen Kultusministeriums